# Cristian Baroni
Cristian Mark Junio Nascimento Oliveira Baroni eller endast Cristian, född 25 juni 1983 i Belo Horizonte, är en brasiliansk före detta fotbollsspelare (defensiv mittfältare) som spelade för bland annat Flamengo, Corinthians och Fenerbahçe.